# Ferran García Sevilla
Ferran García Sevilla (Palma, 1949) és un artista mallorquí. Vinculat inicialment a la teoria i la crítica d'art, ha estat professor de Belles Arts a diverses universitats. Exposà per primer cop el 1972. Iniciat en l'art conceptual (instal·lació Patrius, Patria, Patrium, 1976), arrelà en la pintura i el grafisme, emmarcat en el que hom anomena art postmodern. Acostuma a disposar figures ben definides -sovint antropomorfes- sobre fons neutres o amb motius repetits de manera insistent. Utilitza gammes cromàtiques riques, vives i contrastades, amb un llenguatge simple de vegades pròxim a l'art primitiu.

## Biografia
Es va formar amb Alexandre Cirici i en els departaments d'Història, Història de l'Art i Filosofia a la Universitat de Barcelona i a Palma. Des de finals dels anys seixanta va fer textos, cinema, fotografia, body art i performances que van situar-lo en un lloc significatiu en l'art conceptual del país amb obres experimentals i de crítica política. Des dels setanta, partint dels textos de teòrics de la ciència i de filòsofs clàssics i moderns, la seva obra se centra en l'àmbit lingüístic i en els límits de la imatge i la seva representació. Des de finals dels setanta, incorpora també els grans formats pictòrics.
L'exposició Muermos del 1977 a la Galería G de Barcelona va suposar el seu pas cap a la pintura. Garcia Sevilla es considera també un col·leccionista d'imatges de diverses procedències. Així, el seu llenguatge pictòric mostra una gran diversitat que integra conceptes de física, cosmologia, natura, ciutat, religió i història del coneixement. Actualment té obra a les col·leccions del Museo Nacional Centro de Arte Reina Sofía de Madrid, el Museo Patio Herreriano de Valladolid, el Museu de la Fundació de Serralves, a Porto, Les Abbatoirs FRAC Midi-Pyrénées de Tolosa, el Centre Pompidou de París i el MACBA.